# 里根弗里德
里根弗里德（法語：Rainfroi，？—731年），又名拉根弗雷德，法蘭克王國紐斯特里亞宮相（715年－717年）。達戈貝爾特三世在位期間，里根弗里德反抗其前任宮相格里莫二世之子提烏德鮑德後成為紐斯特里亞宮相，他為了控制法蘭克王國，與奥斯特拉西亞的勢力展開對抗。雖然最初取得了一些成功，但最終被奧斯特拉西亞宮相查理·馬特擊敗。

## 生平
里根弗里德的身世模糊不清，我們既不了解他的出生日期，也不知道他的出生地。根據某些資料，在成為紐斯特里亞的宮相之前，他的權力中心可能是位於韋克桑地區。  
在715年紐斯特里亞貴族叛亂時，里根弗里德是反對丕平家族（Pépinides）統治紐斯特里亞的主要王國領主之一，儘管他在這次叛亂中的具體角色（若有參與）尚屬未知。  

### 埃斯塔勒的丕平繼任人
自676年起，埃斯塔勒的丕平成為所有法蘭克王國的統治者，事實上為國王，而墨洛溫王朝的國王則毫無實權。然而，他的兩個兒子德羅戈（707年去世）和格里莫二世（714年去世）的死亡打亂他的繼承計劃。丕平試圖將宮相的職位傳給家族成員，但在其妻子普雷科特魯德（Plectrude）的勸說下，他剝奪私生子查理·馬特的繼承權，轉而支持格里莫二世的兒子提烏德鮑德（Théodebald）。丕平不久後去世，將法蘭克王國交由提烏德鮑德掌管。
當時的法蘭克國王達戈貝爾特三世在711年由丕平扶上王位，但他並無實權，真正掌握王國大權的是宮相。然而，當丕平去世時，提烏德鮑德僅有六歲，需由攝政輔助其治理，直至成年。因此，其祖母普雷科特魯德接管政府並擔任攝政。丕平唯一尚存的成年兒子查理·馬特因為是婚外所生，與普雷科特魯德無親屬關係。他被繼母排除在權力核心之外，最終遭到普雷科特魯德監禁普雷科特魯德隨後將科隆作為首都，為其孫子統治。

### 紐斯特里亞的宮相
715年，紐斯特里亞的貴族反對由一名孩童和一名女性統治，並且不滿意由來自奧斯特拉西亞宮相領導，因為這違背「宮相應來自該王國本地」的傳統。這種不滿迅速轉化為憤怒。同年，紐斯特里亞貴族驅逐提烏德鮑德及其祖母普雷科特魯德。在奎斯森林發生的一場戰鬥中，叛亂的紐斯特里亞人擊敗提烏德鮑德的軍隊。雖然宮相成功逃脫，但國王達戈貝爾特三世被叛軍俘虜。在此次叛亂後，叛軍推舉里根弗里德作為新的紐斯特里亞宮相。提烏德鮑德和普雷科特魯德最終僅能控制奧斯特拉西亞，而法蘭克其他領土則歸屬於里根弗里德領導的紐斯特里亞。
法蘭克國王達戈貝爾特三世在里根弗里德成為紐斯特里亞的宮相後不久便去世。里根弗里德抓住機會，越過提烏德鮑德及奧斯特拉西亞宮廷的影響力，推舉一位新的墨洛溫王朝國王。他從修道院中帶出僧侶丹尼爾（Daniel）。據說丹尼爾是國王希爾德里克二世的兒子，隨後被立為紐斯特里亞與勃艮第的國王，並改名為希爾佩里克二世。與以往僅為宮相傀儡的墨洛溫國王不同，希爾佩里克二世展現出積極主動的統治風格，參與戰爭並做出政治決策。自他即位以來，希爾佩里克二世與里根弗里德的行動幾乎密不可分，兩人共同努力以實現他們的目標。

### 法蘭克內戰（715年-719年）
里根弗里德與希爾佩里克二世在法蘭克內戰（715年-719年）期間對抗提烏德鮑德及普雷科特魯德。普雷科特魯德及其孫子提烏德鮑德拒絕承認希爾佩里克二世為法蘭克國王，因為他是由里根弗里德推舉，而非奧斯特拉西亞宮廷所立。為此，希爾佩里克二世與里根弗里德率軍進入奧斯特拉西亞，並在康白尼戰役中擊敗提烏德鮑德。提烏德鮑德逃往其首都科隆，並在撤退中遺留丕平家族的多件珍寶，這些珍寶被里根弗里德與希爾佩里克二世迅速占有。
戰後，雷里根弗里德與希爾佩里克二世聯繫弗里斯蘭國王拉德博德（Radbod），後者趁法蘭克內部衝突之際入侵奧斯特拉西亞。雙方結盟後，於716年共同參與科隆圍城戰。在此之前，他們先擊敗剛從監禁中逃脫並集結支持者的查理·馬特。查理在科隆戰役中遭遇其一生唯一的敗仗，被迫撤退。
隨後，里根弗里德與希爾佩里克二世圍攻科隆，迫使提烏德鮑德及普雷科特魯德投降。普雷科特魯德交出丕平家族的大量財寶，並承認希爾佩里克二世為奧斯特拉西亞的新國王。勝利後，根弗里德與希爾佩里克二世凱旋返回紐斯特里亞，達到其權力的巔峰，成為當時法蘭克王國中最具影響力的人物。
里根弗里德與希爾佩里克二世在返回紐斯特里亞途中，於安布勒夫（Amblève）遭到查理·馬特軍隊的伏擊。紐斯特里亞軍隊迅速採取防禦姿態，但查理使用假撤退的戰術，誘使里根弗里德下令追擊，放棄防禦陣地。結果，紐斯特里亞軍隊陷入陷阱，並在安布勒夫戰役中遭受重大損失。里根弗里德被迫撤退，帶著殘餘部隊返回紐斯特里亞。
查理·馬特並未立即追擊，而是花了一年時間集結更多部隊。717年春，他開始掠奪紐斯特里亞邊境地區，迫使里根弗里德與希爾佩里克二世迎戰。查理選擇有利的戰場——萬西（Vinchy）。在戰鬥前，查理提議和平，但條件是他成為紐斯特里亞的宮相並掌控政府。希爾佩里克二世拒絕，雙方於717年4月4日的萬西戰役中交戰。里根弗里德與希爾佩里克二世慘敗，被迫逃往巴黎，查理隨後追擊。
萬西戰役後，查理逐漸成為法蘭克王國的主宰，奧斯特拉西亞的貴族紛紛效忠於他。提烏德鮑德和普雷科特魯德被排除在外，查理成為奧斯特拉西亞的唯一統治者。他甚至立年輕的克洛泰爾四世為國王，以對抗希爾佩里克二世，但克洛泰爾四世只是查理的傀儡。
內戰持續，里根弗里德與查理之間發生多次小規模衝突。718年，里根弗里德與希爾佩里克二世與阿基坦公爵偉大的厄德結盟，試圖對抗查理。然而，查理·馬特的軍隊訓練有素，最終在719年的蘇瓦松戰役中擊敗聯軍，確立了對法蘭克領地的控制。
蘇瓦松戰役後，希爾佩里克二世與雷里根弗里德分道揚鑣。希爾佩里克二世逃往阿基坦，但最終被厄德交給查理。雷里根弗里德則逃往昂熱。查理·馬特掌控希爾佩里克二世後，無人能再挑戰他對法蘭克王國的統治。

### 內戰結束後
在法蘭克內戰結束後，雖然希爾佩里克二世被查理·馬特俘虜標誌著內戰的結束，但里根弗里德仍控制昂熱直到720年。他最終選擇投降，以換取保全性命。查理·馬特自719年起便已承認希爾佩里克二世為法蘭克國王，對里根弗里德寬宏大量，饒恕了他的性命。

## 流行文化
在漫畫系列《Ultimex》中，一位名為里根弗里德寬的骷髏戰士登場，他自稱曾在國王克洛多米爾的軍隊中服役，並出現在《Ultimex en Enfer》一集中。  